# Cúp Vàng CONCACAF 2023
Cúp Vàng CONCACAF 2023 (CONCACAF Gold Cup 2023; tiếng Tây Ban Nha: Copa Oro de la CONCACAF 2023) là phiên bản thứ 17 của Cúp Vàng CONCACAF, giải vô địch bóng đá nam quốc tế hai năm một lần của khu vực Bắc, Trung Mỹ và Caribe do CONCACAF tổ chức. Giải đấu được tổ chức từ ngày 24 tháng 6 đến ngày 16 tháng 7 năm 2023.
Hoa Kỳ là đương kim vô địch, nhưng không thể bảo vệ chức vô địch khi thua Panama 4–5 trên chấm luân lưu sau khi hai đội hoà 1–1 sau 120 phút thi đấu ở vòng bán kết.

## Tổng quan

### Lịch trình
| Vòng đấu  | Ngày                   |
| --------- | ---------------------- |
| Vòng bảng | 24 tháng 6 – 4 tháng 7 |
| Tứ kết    | 8–9 tháng 7            |
| bán kết   | 12 tháng 7             |
| Chung kết | 16 tháng 7             |

## Các đội giành quyền tham dự
Vào ngày 2 tháng 9 năm 2020, đã có thông báo rằng đội tuyển Qatar sẽ là khách mời tham dự giải năm 2021 và 2023.
| Đội tuyển            | Tư cách qua vòng loại    | Ngày vượt qua vòng loại | Số lần tham dự (+ Giải vô địch bóng đá CONCACAF) | Lần tham dự trước (+ Giải vô địch bóng đá CONCACAF) | Thành tích tốt nhất                                                                 | Xếp hạng FIFA | Xếp hạng CONCACAF |
| -------------------- | ------------------------ | ----------------------- | ------------------------------------------------ | --------------------------------------------------- | ----------------------------------------------------------------------------------- | ------------- | ----------------- |
| Qatar                | Đội khách mời            | 2 tháng 9 năm 2020      | 2nd                                              | 2021                                                | Bán kết (2021)                                                                      | 61            | N/A               |
| Panama               | Nhất CNL League A Bảng B | 12 tháng 6 năm 2022     | 11th (12th)                                      | 2021                                                | Á quân (2005, 2013)                                                                 | 58            | 5                 |
| Jamaica              | Nhì CNL League A Bảng A  | 14 tháng 6 năm 2022     | 13th (15th)                                      | 2021                                                | Á quân (2015, 2017)                                                                 | 63            | 7                 |
| El Salvador          | Nhì CNL League A Bảng D  | 14 tháng 6 năm 2022     | 13th (19th)                                      | 2021                                                | Tứ kết (2002, 2003, 2011, 2013, 2017, 2021)                                         | 75            | 10                |
| México               | Nhất CNL League A Bảng A | 23 tháng 3 năm 2023     | 17th (25th)                                      | 2021                                                | Vô địch (1993, 1996, 1998, 2003, 2009, 2011, 2015, 2019) Vô địch (1965, 1971, 1977) | 15            | 1                 |
| Hoa Kỳ               | Nhất CNL League A Bảng D | 24 tháng 3 năm 2023     | 17th (19th)                                      | 2021                                                | Vô địch (1991, 2002, 2005, 2007, 2013, 2017, 2021)                                  | 13            | 2                 |
| Haiti                | Nhất CNL League B Bảng B | 25 tháng 3 năm 2023     | 9th (16th)                                       | 2021                                                | Semi-finals (2019)                                                                  | 87            | 6                 |
| Costa Rica           | Nhì CNL League A Bảng B  | 25 tháng 3 năm 2023     | 16th (22nd)                                      | 2021                                                | Á quân (2002) Vô địch (1963, 1969, 1989)                                            | 39            | 3                 |
| Canada               | Nhất CNL League A Bảng C | 25 tháng 3 năm 2023     | 16th (19th)                                      | 2021                                                | Vô địch (2000) Vô địch (1985)                                                       | 47            | 4                 |
| Honduras             | Nhì CNL League A Bảng C  | 25 tháng 3 năm 2023     | 16th (22nd)                                      | 2021                                                | Á quân (1991) Vô địch (1981)                                                        | 80            | 9                 |
| Cuba                 | Nhất CNL League B Bảng A | 26 tháng 3 năm 2023     | 10th (12th)                                      | 2019                                                | Tứ kết (2003, 2013, 2015) Vị trí thứ tư (1971)                                      | 165           | 13                |
| Guatemala            | Nhất CNL League B Bảng D | 27 tháng 3 năm 2023     | 12th (20th)                                      | 2021                                                | Hạng tư (1996) Vô địch (1967)                                                       | 116           | 8                 |
| Trinidad và Tobago   | Nhì CNL League B Bảng C  | 12 tháng 6 năm 2023     | 12th (18th)                                      | 2021                                                | Hạng ba (2000)                                                                      | 104           | 11                |
| Guadeloupe           | Gold Cup Prelims         | 20 tháng 6 năm 2023     | 5th                                              | 2021                                                | Hạng tư (2007)                                                                      | N/A           | 19                |
| Martinique           | Gold Cup Prelims         | 20 tháng 6 năm 2023     | 8th                                              | 2021                                                | Tứ kết (2002)                                                                       | N/A           | 12                |
| Saint Kitts và Nevis | Gold Cup Prelims         | 20 tháng 6 năm 2023     | 1st                                              | Không                                               | Lần đầu                                                                             | 139           | 21                |

## Địa điểm
| Arlington, Texas (khu vực Dallas/Fort Worth)         | Charlotte | Houston | Houston |
| ---------------------------------------------------- | --- | --- | --- |
| Sân vận động AT&T‡                                   | Sân vận động Bank of America                                                                                                   | Sân vận động NRG‡ | Sân vận động Shell Energy |
| Sức chứa: 80.000                                     | Sức chứa: 74.867 | Sức chứa: 72.220 | Sức chứa: 22.039 |
|                                                      | | | |
| Inglewood, California (khu vực Los Angeles)          | CincinnatiSanta ClaraGlendaleSt. LouisCharlotteParadiseArlingtonFort LauderdaleTorontoSan DiegoHoustonInglewoodChicagoHarrison | CincinnatiSanta ClaraGlendaleSt. LouisCharlotteParadiseArlingtonFort LauderdaleTorontoSan DiegoHoustonInglewoodChicagoHarrison | CincinnatiSanta ClaraGlendaleSt. LouisCharlotteParadiseArlingtonFort LauderdaleTorontoSan DiegoHoustonInglewoodChicagoHarrison |
| Sân vận động SoFi                                    | CincinnatiSanta ClaraGlendaleSt. LouisCharlotteParadiseArlingtonFort LauderdaleTorontoSan DiegoHoustonInglewoodChicagoHarrison | CincinnatiSanta ClaraGlendaleSt. LouisCharlotteParadiseArlingtonFort LauderdaleTorontoSan DiegoHoustonInglewoodChicagoHarrison | CincinnatiSanta ClaraGlendaleSt. LouisCharlotteParadiseArlingtonFort LauderdaleTorontoSan DiegoHoustonInglewoodChicagoHarrison |
| Sức chứa: 70.240                                     | CincinnatiSanta ClaraGlendaleSt. LouisCharlotteParadiseArlingtonFort LauderdaleTorontoSan DiegoHoustonInglewoodChicagoHarrison | CincinnatiSanta ClaraGlendaleSt. LouisCharlotteParadiseArlingtonFort LauderdaleTorontoSan DiegoHoustonInglewoodChicagoHarrison | CincinnatiSanta ClaraGlendaleSt. LouisCharlotteParadiseArlingtonFort LauderdaleTorontoSan DiegoHoustonInglewoodChicagoHarrison |
|                                                      | CincinnatiSanta ClaraGlendaleSt. LouisCharlotteParadiseArlingtonFort LauderdaleTorontoSan DiegoHoustonInglewoodChicagoHarrison | CincinnatiSanta ClaraGlendaleSt. LouisCharlotteParadiseArlingtonFort LauderdaleTorontoSan DiegoHoustonInglewoodChicagoHarrison | CincinnatiSanta ClaraGlendaleSt. LouisCharlotteParadiseArlingtonFort LauderdaleTorontoSan DiegoHoustonInglewoodChicagoHarrison |
| Santa Clara, California (Khu vực Vịnh San Francisco) | CincinnatiSanta ClaraGlendaleSt. LouisCharlotteParadiseArlingtonFort LauderdaleTorontoSan DiegoHoustonInglewoodChicagoHarrison | CincinnatiSanta ClaraGlendaleSt. LouisCharlotteParadiseArlingtonFort LauderdaleTorontoSan DiegoHoustonInglewoodChicagoHarrison | CincinnatiSanta ClaraGlendaleSt. LouisCharlotteParadiseArlingtonFort LauderdaleTorontoSan DiegoHoustonInglewoodChicagoHarrison |
| Sân vận động Levi's                                  | CincinnatiSanta ClaraGlendaleSt. LouisCharlotteParadiseArlingtonFort LauderdaleTorontoSan DiegoHoustonInglewoodChicagoHarrison | CincinnatiSanta ClaraGlendaleSt. LouisCharlotteParadiseArlingtonFort LauderdaleTorontoSan DiegoHoustonInglewoodChicagoHarrison | CincinnatiSanta ClaraGlendaleSt. LouisCharlotteParadiseArlingtonFort LauderdaleTorontoSan DiegoHoustonInglewoodChicagoHarrison |
| Sức chứa: 68.500                                     | CincinnatiSanta ClaraGlendaleSt. LouisCharlotteParadiseArlingtonFort LauderdaleTorontoSan DiegoHoustonInglewoodChicagoHarrison | CincinnatiSanta ClaraGlendaleSt. LouisCharlotteParadiseArlingtonFort LauderdaleTorontoSan DiegoHoustonInglewoodChicagoHarrison | CincinnatiSanta ClaraGlendaleSt. LouisCharlotteParadiseArlingtonFort LauderdaleTorontoSan DiegoHoustonInglewoodChicagoHarrison |
|                                                      | CincinnatiSanta ClaraGlendaleSt. LouisCharlotteParadiseArlingtonFort LauderdaleTorontoSan DiegoHoustonInglewoodChicagoHarrison | CincinnatiSanta ClaraGlendaleSt. LouisCharlotteParadiseArlingtonFort LauderdaleTorontoSan DiegoHoustonInglewoodChicagoHarrison | CincinnatiSanta ClaraGlendaleSt. LouisCharlotteParadiseArlingtonFort LauderdaleTorontoSan DiegoHoustonInglewoodChicagoHarrison |
| Glendale, Arizona (khu vực Phoenix)                  | CincinnatiSanta ClaraGlendaleSt. LouisCharlotteParadiseArlingtonFort LauderdaleTorontoSan DiegoHoustonInglewoodChicagoHarrison | CincinnatiSanta ClaraGlendaleSt. LouisCharlotteParadiseArlingtonFort LauderdaleTorontoSan DiegoHoustonInglewoodChicagoHarrison | CincinnatiSanta ClaraGlendaleSt. LouisCharlotteParadiseArlingtonFort LauderdaleTorontoSan DiegoHoustonInglewoodChicagoHarrison |
| Sân vận động State Farm‡                             | CincinnatiSanta ClaraGlendaleSt. LouisCharlotteParadiseArlingtonFort LauderdaleTorontoSan DiegoHoustonInglewoodChicagoHarrison | CincinnatiSanta ClaraGlendaleSt. LouisCharlotteParadiseArlingtonFort LauderdaleTorontoSan DiegoHoustonInglewoodChicagoHarrison | CincinnatiSanta ClaraGlendaleSt. LouisCharlotteParadiseArlingtonFort LauderdaleTorontoSan DiegoHoustonInglewoodChicagoHarrison |
| Sức chứa: 63.400                                     | CincinnatiSanta ClaraGlendaleSt. LouisCharlotteParadiseArlingtonFort LauderdaleTorontoSan DiegoHoustonInglewoodChicagoHarrison | CincinnatiSanta ClaraGlendaleSt. LouisCharlotteParadiseArlingtonFort LauderdaleTorontoSan DiegoHoustonInglewoodChicagoHarrison | CincinnatiSanta ClaraGlendaleSt. LouisCharlotteParadiseArlingtonFort LauderdaleTorontoSan DiegoHoustonInglewoodChicagoHarrison |
|                                                      | CincinnatiSanta ClaraGlendaleSt. LouisCharlotteParadiseArlingtonFort LauderdaleTorontoSan DiegoHoustonInglewoodChicagoHarrison | CincinnatiSanta ClaraGlendaleSt. LouisCharlotteParadiseArlingtonFort LauderdaleTorontoSan DiegoHoustonInglewoodChicagoHarrison | CincinnatiSanta ClaraGlendaleSt. LouisCharlotteParadiseArlingtonFort LauderdaleTorontoSan DiegoHoustonInglewoodChicagoHarrison |
| Chicago                                              | Paradise, Nevada (khu vực Las Vegas)                                                                                           | San Diego | Toronto |
| Soldier Field                                        | Sân vận động Allegiant‡ | Sân vận động Snapdragon | BMO Field |
| Sức chứa: 61.500                                     | Sức chứa: 61.000 | Sức chứa: 35.000 | Sức chứa: 30.991 |
|                                                      | | | |
| Cincinnati                                           | Harrison, New Jersey (khu vực Thành phố New York)                                                                              | St. Louis | Fort Lauderdale, Florida (khu vực Miami)                                                                                       |
| Sân vận động TQL                                     | Red Bull Arena | CityPark | Sân vận động DRV PNK |
| Sức chứa: 25.513                                     | Sức chứa: 25.000 | Sức chứa: 22.500 | Sức chứa: 18.000 |
|                                                      | | | |

- Dấu (‡) chỉ sân vận động trong nhà có mái che cố định hoặc có thể thu vào với hệ thống thông khí bên trong.

## Lễ bốc thăm
Lễ bốc thăm cuối cùng được tổ chức vào ngày 14 tháng 4 năm 2023, lúc 12:00 lúc Sân vận động SoFi ở Inglewood, Hoa Kỳ. Các thành phố đăng cai và địa điểm của Cúp vàng CONCACAF 2023.
| Đội             | Điểm  | Hạng |
| --------------- | ----- | ---- |
| México (B1)     | 1,939 | 1    |
| Hoa Kỳ (A1)     | 1,919 | 2    |
| Costa Rica (C1) | 1,796 | 3    |
| Canada (D1)     | 1,743 | 4    |

| Đội       | Điểm  | Hạng |
| --------- | ----- | ---- |
| Panama    | 1,695 | 5    |
| Haiti     | 1,482 | 6    |
| Jamaica   | 1,479 | 7    |
| Guatemala | 1,405 | 8    |

| Đội                | Điểm  | Hạng |
| ------------------ | ----- | ---- |
| Honduras           | 1,403 | 9    |
| El Salvador        | 1,330 | 10   |
| Cuba               | 1,176 | 13   |
| Trinidad và Tobago | 1,197 | 11   |

| Đội                        | Điểm  | Hạng |
| -------------------------- | ----- | ---- |
| Martinique (PM8)           | 1,246 | 12   |
| Guadeloupe (PM7)           | 966   | 19   |
| Saint Kitts và Nevis (PM9) | 923   | 21   |
| Qatar                      |       |      |

## Vòng bảng

### Bảng A
| VT | Đội                  | ST | T | H | B | BT | BB | HS  | Đ | Giành quyền tham dự                 |
| -- | -------------------- | -- | - | - | - | -- | -- | --- | - | ----------------------------------- |
| 1  | Hoa Kỳ (H)           | 3  | 2 | 1 | 0 | 13 | 1  | +12 | 7 | Đi tiếp vào vòng đấu loại trực tiếp |
| 2  | Jamaica              | 3  | 2 | 1 | 0 | 10 | 2  | +8  | 7 | Đi tiếp vào vòng đấu loại trực tiếp |
| 3  | Trinidad và Tobago   | 3  | 1 | 0 | 2 | 4  | 10 | −6  | 3 |                                     |
| 4  | Saint Kitts và Nevis | 3  | 0 | 0 | 3 | 0  | 14 | −14 | 0 |                                     |

| Hoa Kỳ      | 1–1      | Jamaica  |
| ----------- | -------- | -------- |
| Vázquez 88' | Chi tiết | Lowe 13' |

| Trinidad và Tobago                          | 3–0      | Saint Kitts và Nevis |
| ------------------------------------------- | -------- | -------------------- |
| - Jones 43' - Fortune 65' - Ible 73' (l.n.) | Chi tiết |                      |

| Jamaica                                       | 4–1      | Trinidad và Tobago |
| --------------------------------------------- | -------- | ------------------ |
| - Gray 14', 30' - Bailey 18' - Richards 90+2' | Chi tiết | Rampersad 49'      |

| Saint Kitts và Nevis | 0–6      | Hoa Kỳ                                                        |
| -------------------- | -------- | ------------------------------------------------------------- |
|                      | Chi tiết | - Mihailovic 12', 79' - Reynolds 14' - Ferreira 16', 25', 50' |

| Hoa Kỳ                                                                      | 6–0      | Trinidad và Tobago |
| --------------------------------------------------------------------------- | -------- | ------------------ |
| - Ferreira 14', 38', 45+2' (ph.đ.) - Cowell 66' - Busio 80' - Vázquez 90+5' | Chi tiết |                    |

| Jamaica                                                                        | 5–0      | Saint Kitts và Nevis |
| ------------------------------------------------------------------------------ | -------- | -------------------- |
| - Archibald 30' (l.n.) - Russell 45+2' - Bernard 49' - Johnson 72' - Burke 74' | Chi tiết |                      |

### Bảng B
| VT | Đội      | ST | T | H | B | BT | BB | HS | Đ | Giành quyền tham dự                 |
| -- | -------- | -- | - | - | - | -- | -- | -- | - | ----------------------------------- |
| 1  | México   | 3  | 2 | 0 | 1 | 7  | 2  | +5 | 6 | Đi tiếp vào vòng đấu loại trực tiếp |
| 2  | Qatar    | 3  | 1 | 1 | 1 | 3  | 3  | 0  | 4 | Đi tiếp vào vòng đấu loại trực tiếp |
| 3  | Honduras | 3  | 1 | 1 | 1 | 3  | 6  | −3 | 4 |                                     |
| 4  | Haiti    | 3  | 1 | 0 | 2 | 4  | 6  | −2 | 3 |                                     |

| Haiti                                 | 2–1      | Qatar         |
| ------------------------------------- | -------- | ------------- |
| - Nazon 45+1' (ph.đ.) - Pierrot 90+7' | Chi tiết | Abdurisag 20' |

| México                                   | 4–0      | Honduras |
| ---------------------------------------- | -------- | -------- |
| - Romo 1', 23' - Pineda 52' - Chávez 64' | Chi tiết |          |

| Qatar          | 1–1      | Honduras   |
| -------------- | -------- | ---------- |
| Al Abdullah 7' | Chi tiết | Elis 90+6' |

| Haiti           | 1–3      | México                                      |
| --------------- | -------- | ------------------------------------------- |
| Jean Jaques 78' | Chi tiết | - Martín 46' - Adé 56' (l.n.) - Giménez 83' |

| Honduras                   | 2–1      | Haiti       |
| -------------------------- | -------- | ----------- |
| - Bengston 42' - Pinto 59' | Chi tiết | Pierrot 21' |

| México | 0–1      | Qatar       |
| ------ | -------- | ----------- |
|        | Chi tiết | Shehata 27' |

### Bảng C
| VT | Đội         | ST | T | H | B | BT | BB | HS | Đ | Giành quyền tham dự                 |
| -- | ----------- | -- | - | - | - | -- | -- | -- | - | ----------------------------------- |
| 1  | Panama      | 3  | 2 | 1 | 0 | 6  | 4  | +2 | 7 | Đi tiếp vào vòng đấu loại trực tiếp |
| 2  | Costa Rica  | 3  | 1 | 1 | 1 | 7  | 6  | +1 | 4 | Đi tiếp vào vòng đấu loại trực tiếp |
| 3  | Martinique  | 3  | 1 | 0 | 2 | 7  | 9  | −2 | 3 |                                     |
| 4  | El Salvador | 3  | 0 | 2 | 1 | 3  | 4  | −1 | 2 |                                     |

| El Salvador   | 1–2      | Martinique                 |
| ------------- | -------- | -------------------------- |
| Tamacas 90+5' | Chi tiết | - Burner 11' - Fortuné 16' |

| Costa Rica   | 1–2      | Panama                       |
| ------------ | -------- | ---------------------------- |
| Suárez 90+1' | Chi tiết | - Fajardo 23' - Bárcenas 68' |

| Martinique   | 1–2      | Panama                      |
| ------------ | -------- | --------------------------- |
| Fabien 90+5' | Chi tiết | - Fajardo 57' - Murillo 69' |

| El Salvador | 0–0      | Costa Rica |
| ----------- | -------- | ---------- |
|             | Chi tiết |            |

| Costa Rica                                                                                      | 6–4      | Martinique                                     |
| ----------------------------------------------------------------------------------------------- | -------- | ---------------------------------------------- |
| - Waston 10' - Calvo 41' - Pablo Vargas 55' - Campbell 59' (ph.đ.) - Contreras 68' - Campos 90' | Chi tiết | - Burner 18', 79' - Labeau 75' - Mexique 90+3' |

| Panama                   | 2–2      | El Salvador              |
| ------------------------ | -------- | ------------------------ |
| - Escobar 26' - Díaz 71' | Chi tiết | - B.Gil 4' - M.Gil 90+1' |

### Bảng D
| VT | Đội        | ST | T | H | B | BT | BB | HS | Đ | Giành quyền tham dự                 |
| -- | ---------- | -- | - | - | - | -- | -- | -- | - | ----------------------------------- |
| 1  | Guatemala  | 3  | 2 | 1 | 0 | 4  | 2  | +2 | 7 | Đi tiếp vào vòng đấu loại trực tiếp |
| 2  | Canada (H) | 3  | 1 | 2 | 0 | 6  | 4  | +2 | 5 | Đi tiếp vào vòng đấu loại trực tiếp |
| 3  | Guadeloupe | 3  | 1 | 1 | 1 | 8  | 6  | +2 | 4 |                                     |
| 4  | Cuba       | 3  | 0 | 0 | 3 | 3  | 9  | −6 | 0 |                                     |

| Canada                            | 2–2      | Guadeloupe                                |
| --------------------------------- | -------- | ----------------------------------------- |
| - Cavallini 49' - Lina 70' (l.n.) | Chi tiết | - Ambrose 23' - Russell-Rowe 90+3' (l.n.) |

| Guatemala | 1–0      | Cuba |
| --------- | -------- | ---- |
| Lom 48'   | Chi tiết |      |

| Cuba                  | 1–4      | Guadeloupe                                   |
| --------------------- | -------- | -------------------------------------------- |
| Hernández 63' (ph.đ.) | Chi tiết | - Phaëton 13', 43' - Plumain 41' - Baron 51' |

| Guatemala | 0–0      | Canada |
| --------- | -------- | ------ |
|           | Chi tiết |        |

| Guadeloupe                            | 2–3      | Guatemala                     |
| ------------------------------------- | -------- | ----------------------------- |
| - Gravillon 27' - Plumain 63' (ph.đ.) | Chi tiết | - Méndez 39', 70' - Mejía 76' |

| Canada                                                       | 4–2      | Cuba                                         |
| ------------------------------------------------------------ | -------- | -------------------------------------------- |
| - Hoilett 21' (ph.đ.) - Osorio 27' - Nelson 47' - Millar 61' | Chi tiết | - Paradela 45+4' (ph.đ.) - Reyes 89' (ph.đ.) |

## Vòng đấu loại trực tiếp

### Nhánh đấu
|  | Tứ kết                          | Tứ kết                          |                                 |       | Bán kết | Bán kết |  |  | Chung kết | Chung kết |
|  |                                 |                                 |                                 |       |         |         |  |  |           |           |
|  | 9 tháng 7 năm 2023 – Cincinnati |                                 |                                 |       |         |         |  |  |           |           |
|  |                                 |                                 |                                 |       |         |         |  |  |           |           |
|  | Guatemala                       | 0                               |                                 |       |         |         |  |  |           |           |
|  | Guatemala                       | 0                               | 12 tháng 7 năm 2023 – Paradise  |       |         |         |  |  |           |           |
|  | Jamaica                         | 1                               |                                 |       |         |         |  |  |           |           |
|  | Jamaica                         | 1                               | Jamaica                         | 0     |         |         |  |  |           |           |
|  | 8 tháng 7 năm 2023 – Arlington  |                                 | Jamaica                         | 0     |         |         |  |  |           |           |
|  |                                 | México                          | 3                               |       |         |         |  |  |           |           |
|  | México                          | México                          | 3                               | 2     |         |         |  |  |           |           |
|  | México                          |                                 | 16 tháng 7 năm 2023 – Inglewood | 2     |         |         |  |  |           |           |
|  | Costa Rica                      | 0                               |                                 |       |         |         |  |  |           |           |
|  | Costa Rica                      | 0                               | México                          | 1     |         |         |  |  |           |           |
|  | 9 tháng 7 năm 2023 – Cincinnati |                                 | México                          | 1     |         |         |  |  |           |           |
|  |                                 | Panama                          | 0                               |       |         |         |  |  |           |           |
|  | Hoa Kỳ (p)                      | Panama                          | 0                               | 2 (3) |         |         |  |  |           |           |
|  | Hoa Kỳ (p)                      | 12 tháng 7 năm 2023 – San Diego |                                 | 2 (3) |         |         |  |  |           |           |
|  | Canada                          | 2 (2)                           |                                 |       |         |         |  |  |           |           |
|  | Canada                          | 2 (2)                           | Hoa Kỳ                          | 1 (4) |         |         |  |  |           |           |
|  | 8 tháng 7 năm 2023 – Arlington  |                                 | Hoa Kỳ                          | 1 (4) |         |         |  |  |           |           |
|  |                                 | Panama (p)                      | 1 (5)                           |       |         |         |  |  |           |           |
|  | Panama                          | Panama (p)                      | 1 (5)                           | 4     |         |         |  |  |           |           |
|  | Panama                          |                                 |                                 | 4     |         |         |  |  |           |           |
|  | Qatar                           | 0                               |                                 |       |         |         |  |  |           |           |
|  | Qatar                           | 0                               |                                 |       |         |         |  |  |           |           |

### Tứ kết
| Panama                              | 4–0      | Qatar |
| ----------------------------------- | -------- | ----- |
| - Bárcenas 19' - Díaz 56', 63', 65' | Chi tiết |       |

| México                               | 2–0      | Costa Rica |
| ------------------------------------ | -------- | ---------- |
| - Pineda 52' (ph.đ.) - É.Sánchez 87' | Chi tiết |            |

| Guatemala | 0–1      | Jamaica  |
| --------- | -------- | -------- |
|           | Chi tiết | Bell 51' |

| Hoa Kỳ                                | 2–2 (s.h.p.) | Canada                                            |
| ------------------------------------- | ------------ | ------------------------------------------------- |
| - Vázquez 88' - Kenedy 115' (l.n.)    | Chi tiết     | - Vitória 90+3' (ph.đ.) - Shaffelburg 109'        |
| Loạt sút luân lưu                     |              |                                                   |
| - Vázquez - Cowell - Busio - Ferreira | 3–2          | - Vitória - Fraser - Miller - Russell-Rowe - Brym |

### Bán kết
| Jamaica | 0–3      | México                                    |
| ------- | -------- | ----------------------------------------- |
|         | Chi tiết | - Martín 2' - Chávez 30' - Alvarado 90+3' |

| Hoa Kỳ                                                       | 1–1 (s.h.p.) | Panama                                                           |
| ------------------------------------------------------------ | ------------ | ---------------------------------------------------------------- |
| Ferreira 105'                                                | Chi tiết     | Anderson 99'                                                     |
| Loạt sút luân lưu                                            |              |                                                                  |
| - Ferreira - Mihailovic - Morris - Gressel - Miazga - Roldan | 4–5          | - Escobar - Díaz - Martínez - Bárcenas - Waterman - Carrasquilla |

### Chung kết
| México      | 1–0      | Panama |
| ----------- | -------- | ------ |
| Giménez 88' | Chi tiết |        |

## Thống kê
Đã có 105 bàn thắng ghi được trong 31 trận đấu, trung bình 3.39 bàn thắng mỗi trận đấu (tính đến ngày 16/7/2023).
7 bàn thắng
- Jesús Ferreira

4 bàn thắng
- Ismael Díaz

3 bàn thắng
- Patrick Burner
- Brandon Vázquez

2 bàn thắng
- Ange-Freddy Plumain
- Matthias Phaëton
- Rubio Méndez
- Frantzdy Pierrot
- Demarai Gray
- Henry Martín
- Luis Chávez
- Luis Romo
- Orbelín Pineda
- Santiago Giménez
- Édgar Bárcenas
- José Fajardo
- Djordje Mihailovic

1 bàn thắng
- Jacob Shaffelburg
- Jayden Nelson
- Jonathan Osorio
- Junior Hoilett
- Liam Millar
- Lucas Cavallini
- Steven Vitória
- Aarón Suárez
- Anthony Contreras
- Diego Campos
- Francisco Calvo
- Joel Campbell
- Juan Pablo Vargas
- Kendall Waston
- Aricheell Hernández
- Luis Paradela
- Maykel Reyes
- Andreaw Gravillon
- Anthony Baron
- Thierry Ambrose
- Carlos Mejía
- Darwin Lom
- Danley Jean Jaques
- Duckens Nazon
- Alberth Elis
- Jerry Bengtson
- José Pinto
- Amari'i Bell
- Cory Burke
- Damion Lowe
- Daniel Johnson
- Di'Shon Bernard
- Dujuan Richards
- Jonathan Russell
- Leon Bailey
- Érick Sánchez
- Roberto Alvarado
- Brighton Labeau
- Jonathan Mexique
- Karl Fabien
- Kévin Fortuné
- Fidel Escobar
- Iván Anderson
- Michael Murillo
- Hazem Shehata
- Tameem Al Abdullah
- Yusuf Abdurisag
- Brayan Gil
- Bryan Tamacas
- Mayer Gil
- Ajani Fortune
- Alvin Jones
- Andre Rampersad
- Bryan Reynolds
- Cade Cowell
- Gianluca Busio

1 bàn phản lưới nhà
- Jacen Russell-Rowe (trong trận gặp Guadeloupe)
- Scott Kenedy (trong trận gặp Hoa Kỳ)
- Méddy Lina (trong trận gặp Canada)
- Ricardo Adé (trong trận gặp Mexico)
- Jameel Ible (trong trận gặp Trinidad and Tobago)
- Julani Archibald (trong trận gặp Jamaica)

Nguồn: CONCACAF

## Giải thưởng
Các giải thưởng Cúp Vàng CONCACAF sau đây sẽ được trao khi kết thúc giải đấu: Chiếc giày vàng (vua phá lưới), Quả bóng vàng (cầu thủ xuất sắc nhất) và Găng tay vàng (thủ môn xuất sắc nhất)
| Adalberto Carrasquilla                     |
| Chiếc giày Vàng                            |
| Jesús Ferreira                             |
| 7 bàn thắng, 0 kiến tạo, 371 phút thi đấu. |
| Găng tay Vàng                              |
| Guillermo Ochoa                            |
| Mark of a Fighter                          |
| Santiago Giménez                           |
| Giải Fair Play                             |
| Hoa Kỳ                                     |

| Bàn thắng của giải đấu | Bàn thắng của giải đấu | Bàn thắng của giải đấu | Bàn thắng của giải đấu | Bàn thắng của giải đấu |
| Cầu thủ ghi bàn        | Đối thủ                | Tỷ số                  | Kết quả                | Vòng đấu               |
| ---------------------- | ---------------------- | ---------------------- | ---------------------- | ---------------------- |
| Anthony Baron          | Cuba                   | 4–0                    | 4–1                    | Vòng bảng              |

### Đội hình tiêu biểu
Các cầu thủ sau đây đã được chọn vào đội hình tiêu biểu của giải đấu
| Thủ môn         | Hậu vệ                                    | Tiền vệ                                                                      | Tiền đạo                   |
| --------------- | ----------------------------------------- | ---------------------------------------------------------------------------- | -------------------------- |
| Guillermo Ochoa | Fidel Escobar Johan Vásquez Jorge Sánchez | Luis Chávez Adalberto Carrasquilla Orbelín Pineda Yoel Bárcenas Demarai Gray | Jesús Ferreira Ismael Díaz |